# Cherax monticola
Cherax monticola е вид десетоного от семейство Parastacidae.

## Разпространение и местообитание
Видът е разпространен в Индонезия.
Обитава сладководни басейни и реки.